# Robert Břešťan
Robert Břešťan (* 1978) je český novinář a publicista, od ledna 2015 šéfredaktor serveru HlídacíPes.org.

## Život a kariéra
Vystudoval Vyšší odbornou školu publicistiky a Literární akademii (soukromou vysokou školu Josefa Škvoreckého). V minulosti působil jako šéfredaktor stanice mluveného slova Českého rozhlasu Rádia Česko. Pracoval jako redaktor a moderátor české redakce BBC World Service, rok strávil jako zahraniční zpravodaj v Londýně, byl reportérem a editorem v Hospodářských novinách a šéfkomentátorem týdeníku Ekonom. Od ledna 2015 je šéfredaktorem nezávislého webu HlídacíPes.org. Externě pro Český rozhlas Plus připravoval ekonomický pořad Řečí peněz, jako pedagog působí na Vyšší odborné škole publicistiky v Praze. Je spoluautorem knihy Šok, hrůza, média! o české novinařině po roce 1989. V letech 2015 a 2016 obdržel Novinářskou cenu.
V lednu 2025 uveřejnil na HlídacíPes.org esej Lidé dnes nevěří ničemu. Bez důvěry se ale můžeme s demokracií rozloučit, opírajíc se i o otázky „A co třeba důvěra ve výsledky voleb? Pokud bychom ztratili důvěru ve vládu, platili bychom dál daně? Dodržovali bychom zákony?“ behaviorálního ekonoma Dana Arielyho, a shrnul, že „klíčová je i důvěra v právní systém, jeho předvídatelnost a férovost… Je prostě pořád co zlepšovat, na čem pracovat. Demokracie (a důvěra v ní) není konečný stav, je to trvající proces.“